# Maratón de Chicago

Logo

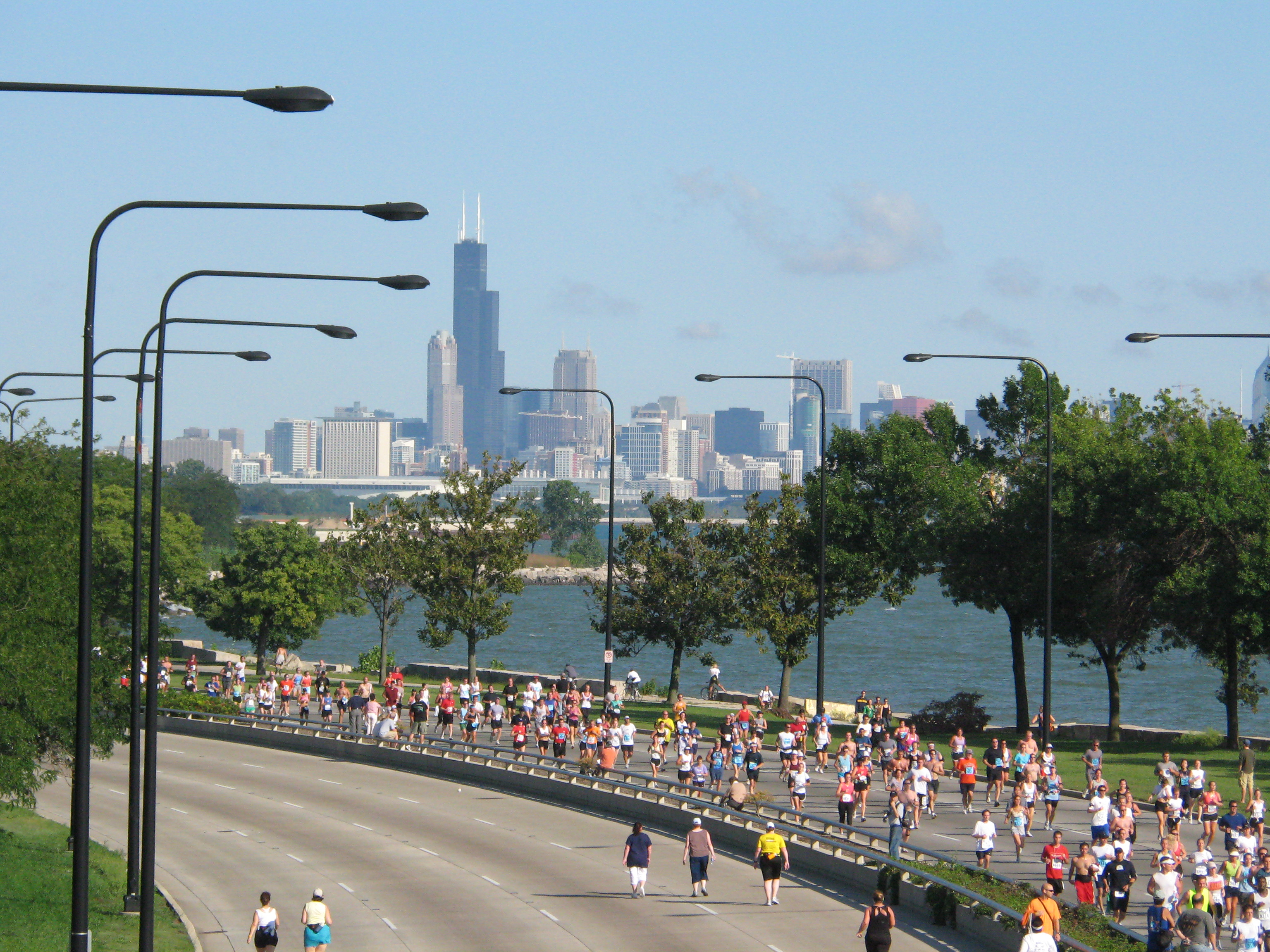
Cada año, el maratón de Chicago toma el Lake Shore Drive.

La maratón de Chicago, oficialmente y por motivos comerciales Bank of America Chicago Marathon, se celebra anualmente desde 1977 en la ciudad de Chicago (Illinois, Estados Unidos). Junto con las maratones de Boston, Nueva York, Berlín, Londres, Tokio, la de los Juegos Olímpicos y la del Campeonato Mundial, es una de las más importantes del mundo.
La maratón de Chicago es una de las más veloces del mundo, no en vano, en su edición de 1999 se consiguió una de las mejores marcas del mundo de todos los tiempos de la mano del norteamericano Khalid Khannouchi (de origen marroquí) con un crono de 2h 05m y 42s, mientras que en 2009 se estableció el récord de la prueba de la mano de la británica Paula Radcliffe, quien también batió el récord del mundo en este escenario en 2002 con una marca de 2h 17m 18s, tiempo que se batiría un año después en Londres. En 2024, la keniana Ruth Chepngetich bajó de 2h 10m por primera vez en la historia.
La maratón siempre se celebra el domingo del Fin de semana de Colón, o sea, el domingo antes del segundo lunes de octubre.

## Historia

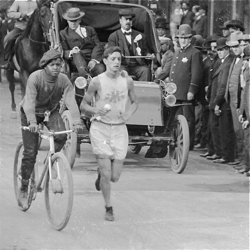
Louis Marks en la primera edición de 1905.

La primera selección se celebró un sábado, 23 de septiembre de 1905. En aquella edición participaron 15 corredores. La prueba fue organizada por el Illinois Athletic Club. Únicamente siete corredores consiguieron finalizar la prueba, la victoria corrió a cargo de Ruth Metzner.
La carrera se celebró de forma continua hasta los años 20, en los que se ve interrumpida para continuar de nuevo en su edición del 25 de septiembre de 1977 gracias al impulso de 5 personas: Wayne Goeldner, Wendell “Wendy” Miller, Bill Robinson, Sharon Mier, y el Dr. Noel Nequin
La primera edición se denominó Mayor Daley Marathon, en honor al antiguo alcalde de Chicago Richard Daley.
La maratón ha ido ganando en importancia poco a poco con la ayuda de patrocinadores, que han permitido aumentar los premios a los vencedores con el fin de atraer a los mejores atletas de la distancia. En 1984, la cantidad de dinero en premios alcanzó los 25.000 dólares, por detrás del maratón de Nueva York (50.000 dólares). Los vencedores, el británico Steve Jones y la portuguesa Rosa Mota recibieron 35.000 dólares.
A mediados de los años 1980, la participación femenina contó con las atletas más importante del momento, entre ellas Rosa Mota, quien venciera en la disciplina olímpica en Seúl, la norteamericana Joan Benoit, primera campeona olímpica de la especialidad en los juegos olímpicos de Los Ángeles o la noruega Ingrid Kristiansen, la corredora con más victorias en las ediciones de Londres, Boston y Nueva York.
Después de perder algunos patrocinadores a comienzos de los años 1990, la carrera pasa por una pequeña fase de descenso en términos cualitativos y cuantitativos. Más tarde, en 1993, la maratón ha encontrado un nuevo patrocinador, LaSalle Bank, que también da nombre a la prueba.
A finales de los años 1990 así como en los comienzos de los años 2000 se cosecharon excelentes resultados tanto entre los varones como entre las féminas. El marroquí Khalid Khannouchi (quien posteriormente recibiera la nacionalidad norteamericana) venció en cuatro ocasiones estableciendo un nuevo récord del mundo en la edición de 1999 con un tiempo de 2h 05m 42s. Entre las mujeres, la keniana Catherine Ndereba estableció igualmente un récord mundial en 2001, año en el que se sucede a sí misma como vencedora. El año siguiente es la británica Paula Radcliffe quien rebaja el crono del récord de la distancia.

## Palmarés masculino
Récord de la prueba
| Año  | Ganador                               | Nacionalidad                          | Registro (h:m:s)                      |
| ---- | ------------------------------------- | ------------------------------------- | ------------------------------------- |
| 1977 | Dan Cloeter                           | Estados Unidos                        | 2:17:52                               |
| 1978 | Mark Stanforth                        | Estados Unidos                        | 2:19:20                               |
| 1979 | Dan Cloeter                           | Estados Unidos                        | 2:23:20                               |
| 1980 | Frank Richardson                      | Estados Unidos                        | 2:14:04                               |
| 1981 | Phil Coppess                          | Estados Unidos                        | 2:16:13                               |
| 1982 | Greg Meyer                            | Estados Unidos                        | 2:10:59                               |
| 1983 | Joe Nzau                              | Kenia                                 | 2:09:44                               |
| 1984 | Steve Jones                           | Reino Unido                           | 2:08:05                               |
| 1985 | Steve Jones                           | Reino Unido                           | 2:07:13                               |
| 1986 | Toshihiko Seko                        | Japón                                 | 2:08:27                               |
| 1987 | Maratón medio                         | Maratón medio                         | Maratón medio                         |
| 1988 | Alejandro Cruz                        | México                                | 2:08:57                               |
| 1989 | Paul Davies-Hale                      | Reino Unido                           | 2:11:25                               |
| 1990 | Martin Pitayo                         | México                                | 2:09:41                               |
| 1991 | Joseildo Rocha                        | Brasil                                | 2:14:33                               |
| 1992 | Jose Cesar De Souza                   | Brasil                                | 2:16:14                               |
| 1993 | Luiz Antonio Dos Santos               | Brasil                                | 2:13:14                               |
| 1994 | Luiz Antonio Dos Santos               | Brasil                                | 2:11:16                               |
| 1995 | Eamonn Martin                         | Reino Unido                           | 2:11:18                               |
| 1996 | Paul Evans                            | Reino Unido                           | 2:08:52                               |
| 1997 | Khalid Khannouchi                     | Marruecos                             | 2:07:10                               |
| 1998 | Ondoro Osoro                          | Kenia                                 | 2:06:54                               |
| 1999 | Khalid Khannouchi                     | Marruecos                             | 2:05:42                               |
| 2000 | Khalid Khannouchi                     | Estados Unidos                        | 2:07:01                               |
| 2001 | Ben Kimondiu                          | Kenia                                 | 2:08:52                               |
| 2002 | Khalid Khannouchi                     | Estados Unidos                        | 2:05:56                               |
| 2003 | Evans Rutto                           | Kenia                                 | 2:05:50                               |
| 2004 | Evans Rutto                           | Kenia                                 | 2:06:16                               |
| 2005 | Felix Limo                            | Kenia                                 | 2:07:02                               |
| 2006 | Robert Cheruiyot                      | Kenia                                 | 2:07:35                               |
| 2007 | Patrick Ivuti                         | Kenia                                 | 2:11:11                               |
| 2008 | Evans Cheruiyot                       | Kenia                                 | 2:06:25                               |
| 2009 | Samuel Wanjiru                        | Kenia                                 | 2:05:41                               |
| 2010 | Samuel Wanjiru                        | Kenia                                 | 2:06:23                               |
| 2011 | Moses Mosop                           | Kenia                                 | 2:05:37                               |
| 2012 | Tsegaye Kebede                        | Etiopía                               | 2:04:38                               |
| 2013 | Dennis Kimetto                        | Kenia                                 | 2:03:45                               |
| 2014 | Eliud Kipchoge                        | Kenia                                 | 2:04:11                               |
| 2015 | Dickson Chumba                        | Kenia                                 | 2:09:25                               |
| 2016 | Abel Kirui                            | Kenia                                 | 2:11:23                               |
| 2017 | Galen Rupp                            | Estados Unidos                        | 2:09:20                               |
| 2018 | Mo Farah                              | Reino Unido                           | 2:05:11                               |
| 2019 | Lawrence Cherono                      | Kenia                                 | 2:05:45                               |
| 2020 | Cancelada por la pandemia de COVID-19 | Cancelada por la pandemia de COVID-19 | Cancelada por la pandemia de COVID-19 |
| 2021 | Seifu Tura                            | Etiopía                               | 2:06:12                               |
| 2022 | Benson Kipruto                        | Kenia                                 | 2:04:24                               |
| 2023 | Kelvin Kiptum                         | Kenia                                 | 2:00:35                               |
| 2024 | John Korir Kipsang                    | Etiopía                               | 2:02:44                               |

## Palmarés femenino
Récord de la prueba
| Año  | Ganadora                              | Nacionalidad                          | Registro (h:m:s)                      |
| ---- | ------------------------------------- | ------------------------------------- | ------------------------------------- |
| 1977 | Dorothy Doolittle                     | Estados Unidos                        | 2:50:47                               |
| 1978 | Lynae Larson                          | Estados Unidos                        | 2:59:25                               |
| 1979 | Laura Michalek                        | Estados Unidos                        | 3:15:45                               |
| 1980 | Sue Peterson                          | Estados Unidos                        | 2:45:03                               |
| 1981 | Tina Gandy                            | Estados Unidos                        | 2:49:39                               |
| 1982 | Nancy Conz                            | Estados Unidos                        | 2:33:23                               |
| 1983 | Rosa Mota                             | Portugal                              | 2:31:12                               |
| 1984 | Rosa Mota                             | Portugal                              | 2:26:01                               |
| 1985 | Joan Benoit Samuelson                 | Estados Unidos                        | 2:21:21                               |
| 1986 | Ingrid Kristiansen                    | Noruega                               | 2:27:08                               |
| 1987 | No se celebró                         | No se celebró                         | No se celebró                         |
| 1988 | Lisa Weidenbach                       | Estados Unidos                        | 2:29:17                               |
| 1989 | Lisa Weidenbach                       | Estados Unidos                        | 2:28:15                               |
| 1990 | Aurora Cunha                          | Portugal                              | 2:30:11                               |
| 1991 | Midde Hamrin                          | Suecia                                | 2:36:21                               |
| 1992 | Linda Somers                          | Estados Unidos                        | 2:37:41                               |
| 1993 | Ritva Lemittinen                      | Finlandia                             | 2:33:18                               |
| 1994 | Kristy Johnston                       | Estados Unidos                        | 2:31:34                               |
| 1995 | Ritva Lemettinen                      | Finlandia                             | 2:28:27                               |
| 1996 | Marian Sutton                         | Reino Unido                           | 2:30:41                               |
| 1997 | Marian Sutton                         | Reino Unido                           | 2:29:03                               |
| 1998 | Joyce Chepchumba                      | Kenia                                 | 2:23:57                               |
| 1999 | Joyce Chepchumba                      | Alemania                              | 2:25:59                               |
| 2000 | Catherine Ndereba                     | Kenia                                 | 2:21:33                               |
| 2001 | Catherine Ndereba                     | Kenia                                 | 2:18:47                               |
| 2002 | Paula Radcliffe                       | Reino Unido                           | 2:17:18                               |
| 2003 | Svetlana Zakharova                    | Rusia                                 | 2:23:07                               |
| 2004 | Constantina Tomescu-Dita              | Rumania                               | 2:23:45                               |
| 2005 | Deena Kastor                          | Estados Unidos                        | 2:21:25                               |
| 2006 | Berhane Adere                         | Etiopía                               | 2:20:42                               |
| 2007 | Berhane Adere                         | Etiopía                               | 2:33:49                               |
| 2008 | Lidiya Grigoryeva                     | Rusia                                 | 2:27:17                               |
| 2009 | Liliya Shobukhova                     | Rusia                                 | 2:25:56                               |
| 2010 | Liliya Shobukhova                     | Rusia                                 | 2:20:25                               |
| 2011 | Liliya Shobukhova                     | Rusia                                 | 2:18:20                               |
| 2012 | Atsede Baysa                          | Etiopía                               | 2:22:03                               |
| 2013 | Rita Jeptoo                           | Kenia                                 | 2:19:57                               |
| 2014 | Rita Jeptoo                           | Kenia                                 | 2:24:35                               |
| 2015 | Florence Kiplagat                     | Kenia                                 | 2:23:33                               |
| 2016 | Florence Kiplagat                     | Kenia                                 | 2:21:32                               |
| 2017 | Tirunesh Dibaba                       | Etiopía                               | 2:18:31                               |
| 2018 | Brigid Kosgei                         | Kenia                                 | 2:18:35                               |
| 2019 | Brigid Kosgei                         | Kenia                                 | 2:14:04                               |
| 2020 | Cancelada por la pandemia de COVID-19 | Cancelada por la pandemia de COVID-19 | Cancelada por la pandemia de COVID-19 |
| 2021 | Ruth Chepngetich                      | Kenia                                 | 2:22:31                               |
| 2022 | Ruth Chepngetich                      | Kenia                                 | 2:14:18                               |
| 2023 | Sifan Hassan                          | Países Bajos                          | 2:13:44                               |
| 2024 | Ruth Chepngetich                      | Kenia                                 | 2:09:52                               |